# Derrick McKenzie
Derrick McKenzie (27 de marzo de 1964, Londres) es un músico inglés, integrante de la banda Jamiroquai, al mando de la batería.

## Biografía
Nacido en Inglaterra en el 1964, desde muy pequeño conoció el mundo de la batería ya que con 6 años empezó a tocarla. A finales de los años 80 pasó por varios grupos de jazz-funk como Tranzeyance o Candyland.
En 1993, conoce al amigo de un amigo, que es un productor y después de un par de días lo llama para que escuche una reciente banda llamada Jamiroquai, de la que él hasta el momento no había escuchado, pero al escuchar un par de canciones queda maravillado con el grupo y al poco tiempo, pasa a formar parte del grupo en la batería y así, hasta la actualidad.